# Hazerswoude (gemeente)

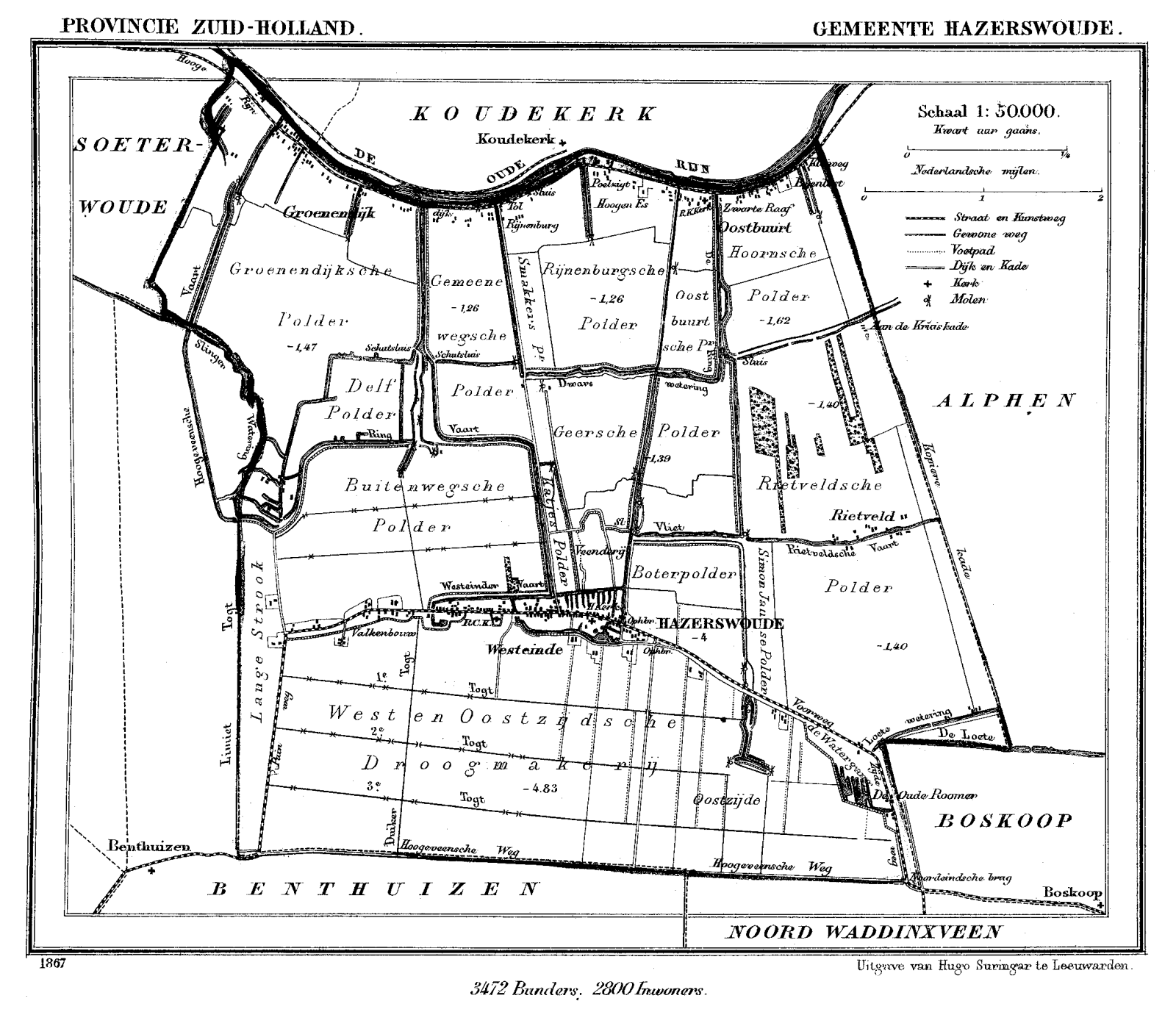
Kaart Hazerswoude (1867)

Hazerswoude is een voormalige gemeente in Zuid-Holland die bestond uit de kernen Hazerswoude-Dorp en Hazerswoude-Rijndijk en ook de buurtschappen Groenendijk en Bent omvatte.
Op 1 januari 1991 fuseerde deze gemeente met Benthuizen en Koudekerk aan den Rijn tot de nieuwe gemeente Rijneveld, waarvan de naam twee jaar later werd gewijzigd in Rijnwoude.
Tot 1 januari 2014 was Rijnwoude een zelfstandige gemeente, sindsdien behoort het tot de fusiegemeente Alphen aan den Rijn.

## Geboren in Hazerswoude
- Piet de Jong (24 maart 1938), dendroloog